# I Alone
I Alone  é o segundo single do álbum Throwing Copper da banda estadunidense Live, lançado em 1994. O single alcançou a posição número 6 na Billboard Modern Rock Tracks. A canção foi classificada como 62ª melhor canção da década de 1990 pela VH1.

## Tabelas musicais
| Parada (1994-95)                  | Melhor posição |
| --------------------------------- | -------------- |
| Austrália (ARIA)                  | 97             |
| Holanda (Single Top 100)          | 20             |
| UK Singles Chart                  | 48             |
| U.S. Billboard Hot 100 Airplay    | 38             |
| U.S.Billboard Album Rock Tracks   | 6              |
| U.S. Billboard Modern Rock Tracks | 6              |

## Ligação externa
- Letras da canção no MetroLyrics